# Idiodes prolucens
Idiodes prolucens är en fjärilsart som beskrevs av Louis Beethoven Prout 1915. Idiodes prolucens ingår i släktet Idiodes och familjen mätare. Inga underarter finns listade i Catalogue of Life.